# المرسوم 20
المرسوم 20 (بالأردية: آرڈیننس 20) هو مرسوم قانوني لحكومة باكستان تم إصداره في ظل نظام الجنرال محمد ضياء الحق في 26 أبريل 1984 ويهدف إلى حظر ممارسة عقائد واستخدام مصطلحات وألقاب الجماعة الأحمدية. المرسوم يمنع الأحمديين الذين يعتبرون غير مسلمين بموجب الدستور الباكستاني من ممارسة عقيدتهم علانية كما يمنعهم من استخدام أي نصوص دينية لأغراض الصلاة. بينما أعلن التعديل الثاني أن الأحمديين ليسوا مسلمين ويحظر القانون على الأحمديين تعريف أنفسهم على أنهم مسلمون. 
كما يحرم المرسوم الأحمديين من استخدام أي ألقاب شرفية وأنماط مخاطبة تعتبر خاصة بالمجتمع الإسلامي مثل تحية «السلام عليكم» أو تلاوة الكاليما الست أو الشهادة (إعلان الإيمان بـ «السلام عليكم»). وحدانية الله ونبوة محمد) وما إلى ذلك، من بناء المساجد والدعوة إلى الصلاة، ومن أداء طرق العبادة الإسلامية ومن العبادة في المساجد غير الأحمدية أو غرف الصلاة العامة ومن الاستشهاد بأي استشهاد من القرآن والحديث. ويعاقب أي شخص يُدان بارتكاب أي مما سبق بالسجن لمدة تصل إلى ثلاث سنوات وغرامة. يزعم الأحمديون الذين يعرّفون أنفسهم كمسلمين ويتبعون الممارسات الإسلامية أن القانون يجرم حياتهم اليومية والتعبير عن الكلمة (العقيدة الإسلامية) والسلام على الطريقة الإسلامية يعتبر جريمة جنائية للأحمديين في باكستان.
اضطر ميرزا طاهر أحمد الخليفة الأحمدية الرابع الغير القادر على أداء واجباته كزعيم للجماعة دون انتهاك القانون إلى مغادرة باكستان والهجرة، وقد غادر مع عائلته المباشرة و 17 من الأحمدية الآخرين إلى لندن في 29 أبريل 1984، وفي النهاية نقل مقر الجماعة إلى لندن خلال سنوات المنفى التي قضاها الخليفة.

## قانون 1984
تبع الأمر XX في عام 1984، مع التغييرات التالية على قانون: 
298 ب. إساءة استخدام الألقاب والأوصاف والألقاب، وما إلى ذلك، المحجوزة لبعض الشخصيات أو الأماكن المقدسة:

(1) أي شخص من الجماعة القاديانية أو جماعة اللاهورية الذين يسمون أنفسهم «الأحمدية» أو بأي اسم آخر يشير بالكلمات، سواء المنطوقة أو المكتوبة، أو التمثيل المرئي- (أ) إلى أو العناوين، أي شخص، آخر. من خليفة أو رفيق الرسول الكريم محمد (صلى الله عليه وسلم)، مثل «أمير المؤمنين» أو «خليفة المؤمنين» أو «الصحابي» أو «رازي الله أنهو»؛ (ب) يشير إلى أو يخاطب أي شخص، بخلاف زوجة الرسول الكريم محمد (صلى الله عليه وسلم)، باسم «أم المؤمنين»؛ (ج) يشير إلى، أو يخاطب، أي شخص غير عضو من عائلة «أهل البيت» للنبي الكريم محمد (صلى الله عليه وسلم)، باسم «أهل البيت»؛ أو (د) يشير إلى مكان عبادته أو يسميه أو يدعو إليه «المسجد»؛ يعاقب بالسجن من أي من الصنفين لمدة قد تمتد إلى ثلاث سنوات، كما يُعاقب بالغرامة. (2) أي شخص من الجماعة القاديانية أو جماعة لاهوري (يسمون أنفسهم«الأحمدية» أو أي اسم آخر) الذي يشير بالكلمات، سواء المنطوقة أو المكتوبة، أو التمثيل المرئي إلى طريقة أو شكل الدعوة للصلاة التي يتبعها إيمانه باسم «الأذان»، أو يقرأ الأذان كما يستخدمه المسلمون، يعاقب بالسجن من أي من الوصفين لفترة قد تمتد إلى ثلاث سنوات، كما يخضع للغرامة.أو بأي اسم آخر) الذي يشير بالكلمات، سواء المنطوقة أو المكتوبة، أو التمثيل المرئي إلى طريقة أو شكل الدعوة للصلاة التي يتبعها إيمانه باسم «الأذان»، أو يقرأ الأذان كما يستخدمه المسلمون، يعاقب بالسجن من أي من الوصفين لمدة قد تمتد إلى ثلاث سنوات، ويعاقب أيضًا بالغرامة.أو بأي اسم آخر) الذي يشير بالكلمات، سواء المنطوقة أو المكتوبة، أو التمثيل المرئي إلى طريقة أو شكل الدعوة للصلاة التي يتبعها إيمانه باسم «الأذان»، أو يقرأ الأذان كما يستخدمه المسلمون، يعاقب بالسجن من أي من الوصفين لمدة قد تمتد إلى ثلاث سنوات، ويعاقب أيضًا بالغرامة.
298 ج. من جماعة القاديانية ونحوها، يدعو نفسه مسلمًا أو يدعو أو ينشر إيمانه:

أي شخص من جماعة القاديانية أو جماعة لاهوري (يسمون أنفسهم أحمديين أو بأي اسم آخر)، يتظاهر بشكل مباشر أو غير مباشر بأنه مسلم، أو يدعو، أو يشير إلى دينه على أنه إسلام، أو يدعو أو يروج لعقيدته، أو يدعو الآخرين إلى قبول إيمانه، بالكلام، سواء المنطوق أو المكتوب، أو من خلال التمثيل المرئي، أو بأي شكل من الأشكال يسيء إلى المشاعر الدينية للمسلمين، يعاقب بالسجن بأي من الوصفين لمدة قد تمتد إلى ثلاث سنوات كما يتعرض للغرامة.
لا يسمح هذا القانون للمسلمين الأحمديين بتسمية أنفسهم بالمسلمين أو «الظهور كمسلمين»، وهي جرائم يعاقب عليها بالسجن ثلاث سنوات. أعطى هذا المرسوم وتعديل الدستور عام 1974 حقًا حصريًا لدولة باكستان في تحديد معنى مصطلح «مسلم». 